# Liste der Kulturdenkmale in Bad Blankenburg
In der Liste der Kulturdenkmale in Bad Blankenburg sind alle Kulturdenkmale der thüringischen Stadt Bad Blankenburg (Landkreis Saalfeld-Rudolstadt) und ihrer Ortsteile aufgelistet (Stand: 12. Februar 2013).

## Bad Blankenburg
Denkmalensemble
| Bild            | Bezeichnung                                                                | Lage             | Datierung | Beschreibung | ID |
| --------------- | -------------------------------------------------------------------------- | ---------------- | --------- | ------------ | -- |
| Fotos hochladen | Denkmalensemble „Stadtkern Bad Blankenburg“ innerhalb der ehem. Stadtmauer | Ortslage (Karte) |           |              |    |

Einzeldenkmale
| Bild                           | Bezeichnung                                                                | Lage                                                   | Datierung | Beschreibung                                            | ID |
| ------------------------------ | -------------------------------------------------------------------------- | ------------------------------------------------------ | --------- | ------------------------------------------------------- | -- |
| Fotos hochladen                | Reste der Stadtmauer                                                       | An der West-, Nord- und Ostgrenze der Altstadt (Karte) |           |                                                         |    |
| Fotos hochladen                | Staatliches Gymnasium „Friedrich Fröbel“                                   | Am Eichwald 20 (Karte)                                 |           |                                                         |    |
| Fotos hochladen                | Gedenkstein „Todesmarsch der Buchenwald-Häftlinge“                         | Am Oelberg (Karte)                                     |           |                                                         |    |
| Fotos hochladen                | Rokoko-Türgewände                                                          | Apostelgasse 1 (Karte)                                 |           | Bestandteil Denkmalensemble „Stadtkern Bad Blankenburg“ |    |
| Fotos hochladen                | Wohn- und Geschäftshaus                                                    | Bahnhofstraße 27 (Karte)                               |           |                                                         |    |
| Fotos hochladen                | Wohn- und Geschäftshaus                                                    | Bahnhofstraße 29 (Karte)                               |           |                                                         |    |
| Fotos hochladen                | Postamt                                                                    | Bahnhofstraße 34 (Karte)                               |           |                                                         |    |
| Fotos hochladen                | Ehemaliges Bahnhofshotel                                                   | Bahnhofstraße 38 (Karte)                               |           |                                                         |    |
| Fotos hochladen                | Staatliche Regelschule „Geschwister Scholl“                                | Bähringstraße 4 (Karte)                                |           |                                                         |    |
| weitere Bilder Fotos hochladen | Kindergarten (Fröbelhaus)                                                  | Bähringstraße 6 (Karte)                                |           |                                                         |    |
| Fotos hochladen                | Wohnhaus                                                                   | Bähringstraße 7 (Karte)                                |           |                                                         |    |
| Fotos hochladen                | Wohnhaus                                                                   | Bähringstraße 11 (Karte)                               |           |                                                         |    |
| Fotos hochladen                | Grabstätte Anna von Weling                                                 | Esplanade (Karte)                                      |           |                                                         |    |
| weitere Bilder Fotos hochladen | Konferenzhalle der Deutschen Evangelischen Allianz                         | Esplanade 10 (Karte)                                   |           |                                                         |    |
| Fotos hochladen                | Wohnhaus (Villa „Roseneck“)                                                | Fröbelstraße 7 (Karte)                                 |           |                                                         |    |
| Fotos hochladen                | Wohnhaus                                                                   | Georgstraße 16 (Karte)                                 |           |                                                         |    |
| Fotos hochladen                | Villa „Goldeck“ mit Grundstück                                             | Goetheweg 11 (Karte)                                   |           |                                                         |    |
| Fotos hochladen                | Wohnhaus                                                                   | Goetheweg 12 (Karte)                                   |           |                                                         |    |
| Fotos hochladen                | Wohnhaus                                                                   | Goetheweg 16 (Karte)                                   |           |                                                         |    |
| weitere Bilder Fotos hochladen | Burg Greifenstein                                                          | Greifensteinstraße 3 (Karte)                           | 1137      |                                                         |    |
| Fotos hochladen                | Stadtmühle mit Ausstattung                                                 | Griesbachstraße 2 (Karte)                              |           |                                                         |    |
| Fotos hochladen                | Wohnhaus                                                                   | Heinrich-Heine-Straße 4 (Karte)                        |           |                                                         |    |
| Fotos hochladen                | Laufbrunnen (Johannisgasse/Ecke Obere Marktstraße)                         | Johannisgasse (Karte)                                  |           | Bestandteil Denkmalensemble „Stadtkern Bad Blankenburg“ |    |
| Fotos hochladen                | Wohn und Geschäftshaus mit Hofbebauung                                     | Johannisgasse 2 (Karte)                                |           | Bestandteil Denkmalensemble „Stadtkern Bad Blankenburg“ |    |
| weitere Bilder Fotos hochladen | „Haus über dem Keller“ (Fröbel-Museum)                                     | Johannisgasse 4 (Karte)                                |           | Bestandteil Denkmalensemble „Stadtkern Bad Blankenburg“ |    |
| Fotos hochladen                | Wohnhaus mit Hoftor                                                        | Johannisgasse 38 (Karte)                               |           | Bestandteil Denkmalensemble „Stadtkern Bad Blankenburg“ |    |
| weitere Bilder Fotos hochladen | Stadtkirche mit Ausstattung                                                | Kirchplatz (Karte)                                     |           | Bestandteil Denkmalensemble „Stadtkern Bad Blankenburg“ |    |
| weitere Bilder Fotos hochladen | Rathaus                                                                    | Markt 1 (Karte)                                        |           | Bestandteil Denkmalensemble „Stadtkern Bad Blankenburg“ |    |
| Fotos hochladen                | Wohn- und Geschäftshaus (Café Lösche)                                      | Obere Marktstraße 8 (Karte)                            |           | Bestandteil Denkmalensemble „Stadtkern Bad Blankenburg“ |    |
| Fotos hochladen                | Wohn- und Geschäftshaus                                                    | Obere Marktstraße 22 (Karte)                           |           | Bestandteil Denkmalensemble „Stadtkern Bad Blankenburg“ |    |
| weitere Bilder Fotos hochladen | Katholische Kirche mit Ausstattung sowie Pfarr- und Gemeindehaus           | Pestalozzistraße 28 (Karte)                            |           |                                                         |    |
| Fotos hochladen                | Wohnhaus Dr. med. Helmut Steuer                                            | Schillerstraße 5 (Karte)                               |           |                                                         |    |
| weitere Bilder Fotos hochladen | Wehr in der Schwarza (Chrysopras-Wehr)                                     | Schwarzburger Straße (Karte)                           |           |                                                         |    |
| Fotos hochladen                | Fröbel-Denkmal                                                             | Schwarzburger Straße (Karte)                           |           |                                                         |    |
| Fotos hochladen                | Wohnhaus mit Saalanbau, Remise, Grundstück und Einfriedung (Villa Schönau) | Schwarzburger Straße 10 (Karte)                        |           |                                                         |    |
| Fotos hochladen                | Villa Vollrath mit Grundstück und Einfriedung                              | Schwarzburger Straße 13 (Karte)                        |           |                                                         |    |
| Fotos hochladen                | Wohnhaus mit Nebengebäude, Grundstück und Einfriedung                      | Schwarzburger Straße 18 (Karte)                        |           |                                                         |    |
| Fotos hochladen                | Gehöft                                                                     | Untere Marktstraße 22 (Karte)                          |           | Bestandteil Denkmalensemble „Stadtkern Bad Blankenburg“ |    |
| Fotos hochladen                | Sonnenuhr                                                                  | Untere Mauergasse 37/39 (Karte)                        |           | Bestandteil Denkmalensemble „Stadtkern Bad Blankenburg“ |    |
| weitere Bilder Fotos hochladen | Ehemaliges Tribünengebäude der Landessportschule                           | Wirbacher Straße 10 (Karte)                            |           |                                                         |    |
| Fotos hochladen                | Ehemaliger Pestfriedhof/Grabstätte Wilhelmine Fröbel (?)                   | Zeigerheimer Weg (Karte)                               |           |                                                         |    |

## Böhlscheiben
Einzeldenkmale
| Bild                           | Bezeichnung                                                   | Lage                                                                       | Datierung | Beschreibung                         | ID |
| ------------------------------ | ------------------------------------------------------------- | -------------------------------------------------------------------------- | --------- | ------------------------------------ | -- |
| Fotos hochladen                | Umweltinformations- und Naturschutzstation"Dr. Helmut Steuer" | Südlich von Böhlscheiben am Steilhang 50 Meter oberhalb der L 1112 (Karte) |           | Schieferbrüche mit Stollanlagen etc. |    |
| weitere Bilder Fotos hochladen | Kirche mit Ausstattung                                        | Dorfmitte (Karte)                                                          |           |                                      |    |
| Fotos hochladen                | Gehöft                                                        | Böhlscheiben 12 (Karte)                                                    |           |                                      |    |

## Cordobang
Einzeldenkmale
| Bild                           | Bezeichnung            | Lage              | Datierung | Beschreibung | ID |
| ------------------------------ | ---------------------- | ----------------- | --------- | ------------ | -- |
| weitere Bilder Fotos hochladen | Kirche mit Ausstattung | Dorfmitte (Karte) |           |              |    |

## Großgölitz
Einzeldenkmale
| Bild                           | Bezeichnung                              | Lage                                            | Datierung | Beschreibung | ID |
| ------------------------------ | ---------------------------------------- | ----------------------------------------------- | --------- | ------------ | -- |
| Fotos hochladen                | Denkmal „Fröbel-Blick“                   | Muschelkalkhang oberhalb von Größgölitz (Karte) |           |              |    |
| Fotos hochladen                | Kirchhof mit Einfriedung                 | Am östl. Ortsrand (Karte)                       |           |              |    |
| Fotos hochladen                | Sogenanntes Schäferhaus (bei der Kirche) | Am östl. Ortsrand (Karte)                       |           |              |    |
| weitere Bilder Fotos hochladen | Kirche mit Ausstattung                   | Am östlichen Ortsrand (Karte)                   |           |              |    |
| Fotos hochladen                | Sogenanntes Gemeindehaus                 | Großgölitz 1c (Karte)                           |           |              |    |
| Fotos hochladen                | Wohnhaus                                 | Großgölitz 14 (Karte)                           |           |              |    |

## Kleingölitz
Einzeldenkmale
| Bild                           | Bezeichnung                        | Lage                          | Datierung | Beschreibung | ID |
| ------------------------------ | ---------------------------------- | ----------------------------- | --------- | ------------ | -- |
| weitere Bilder Fotos hochladen | Sandsteinbruch (mit Säulenrohling) | Gemarkung Kleingölitz (Karte) |           |              |    |
| weitere Bilder Fotos hochladen | Kirche St. Nicolai mit Ausstattung | Kleingölitz (Karte)           |           |              |    |

## Oberwirbach
Einzeldenkmale
| Bild                           | Bezeichnung            | Lage                | Datierung | Beschreibung | ID |
| ------------------------------ | ---------------------- | ------------------- | --------- | ------------ | -- |
| weitere Bilder Fotos hochladen | Kirche mit Ausstattung | Oberwirbach (Karte) |           |              |    |

## Watzdorf
Einzeldenkmale
| Bild                           | Bezeichnung                                                        | Lage                  | Datierung | Beschreibung | ID |
| ------------------------------ | ------------------------------------------------------------------ | --------------------- | --------- | ------------ | -- |
| weitere Bilder Fotos hochladen | Kirche mit Ausstattung                                             | Ortslage (Karte)      |           |              |    |
| Fotos hochladen                | Darre (kleines Gebäude am Hang)                                    | Ortsstraße 8 (Karte)  |           |              |    |
| Fotos hochladen                | Gehöft                                                             | Ortsstraße 35 (Karte) |           |              |    |
| Fotos hochladen                | Wohnhaus                                                           | Watzdorf 13 (Karte)   |           |              |    |
| weitere Bilder Fotos hochladen | Brauerei (mit Sudhaus, Maschinenhalle mit technischer Ausstattung) | Watzdorf 14 (Karte)   |           |              |    |
| Fotos hochladen                | Wohnhaus (des ehemaliges Brauereiverwalters)                       | Watzdorf 15 (Karte)   |           |              |    |

## Zeigerheim
Denkmalensemble
| Bild            | Bezeichnung                           | Lage                      | Datierung | Beschreibung | ID |
| --------------- | ------------------------------------- | ------------------------- | --------- | ------------ | -- |
| Fotos hochladen | Denkmalensemble „Ortslage Zeigerheim“ | Zeigerheim 1 – 24 (Karte) |           |              |    |

Einzeldenkmale
| Bild                           | Bezeichnung                                       | Lage                                         | Datierung | Beschreibung                                      | ID |
| ------------------------------ | ------------------------------------------------- | -------------------------------------------- | --------- | ------------------------------------------------- | -- |
| weitere Bilder Fotos hochladen | Geschwister-Scholl-Turm (ehemaliger Bismarckturm) | Bergkuppe nordöstlich von Zeigerheim (Karte) |           |                                                   |    |
| weitere Bilder Fotos hochladen | Kirche mit Ausstattung, Kirchhof und Einfriedung  | Ortsmitte (Karte)                            |           | Bestandteil Denkmalensemble „Ortslage Zeigerheim“ |    |
| Fotos hochladen                | Schäferhaus                                       | Zeigerheim 4 (Karte)                         |           | Bestandteil Denkmalensemble „Ortslage Zeigerheim“ |    |
| Fotos hochladen                | Gehöft                                            | Zeigerheim 12 (Karte)                        |           | Bestandteil Denkmalensemble „Ortslage Zeigerheim“ |    |

## Quelle
- Denkmalliste des Landkreises Saalfeld-Rudolstadt. (PDF; 632 kB) kreis-slf.de